# Yves Caumon
Pour les articles homonymes, voir Caumon.
Yves Caumon, né le 27 mai 1964 à Bussac-Forêt (Charente-Maritime), est un réalisateur français.

## Biographie
Il forge sa cinéphilie à Bordeaux et réalise plusieurs films en super 8. Il suit des études à la FEMIS (dont il deviendra directeur du département « Réalisation » en 2012 et 2013), et travaille comme assistant d’Agnès Varda et de Jean-Paul Civeyrac.
Il réalise plusieurs courts et moyens métrages — dont La Beauté du monde et Les Filles de mon pays (prix Jean-Vigo en 2000) —, puis trois longs métrages dont deux ont été présentés au Festival de Cannes.
Yves Caumon vit et travaille à Gaillac dans le Tarn. Il fait partie de la génération montante du cinéma d'auteurs contemporains (Jean-Paul Civeyrac, Philippe Ramos, Alain Raoust, Alain Guiraudie, Arnaud et Jean-Marie Larrieu).
Il a joué dans les films Ni d'Ève ni d'Adam de Jean-Paul Civeyrac en 1996, Les jours où je n'existe pas de Jean-Charles Fitoussi en 2002, Le Pont des Arts d'Eugène Green en 2004, et Just Kids de Christophe Blanc en 2019.
Parallèlement à ses films, il anime des ateliers de scénario, de réalisation ou de jeu.

## Filmographie

### Réalisateur

#### Courts métrages
- 1989 : Antonin
- 1992 : L'Ami de la famille
- 1997 : Il faut dormir
- 1999 : La Beauté du monde
- 2000 : Les Filles de mon pays (prix Jean-Vigo)
- 2002 : À la hache

#### Longs métrages
- 2001 : Amour d'enfance (Prix Un Certain Regard, Cannes 2001)
- 2005 : Cache-Cache[5]
- 2012 : L'Oiseau

### Acteur
- 1988 : Temps couvert de Arnaud Larrieu
- 1992 : Ce jour-là de Arnaud Larrieu et Jean-Marie Larrieu
- 1993 : Bernard ou les apparitions de Arnaud Larrieu
- 1996 : Ni d'Eve ni d'Adam de Jean-Paul Civeyrac
- 2002 : Les jours où je n'existe pas de Jean-Charles Fitoussi
- 2004 : Le Pont des Arts de Eugène Green
- 2019 : Just Kids de Christophe Blanc